# アジアケラトプス
アジアケラトプス（学名 Asiaceratops　「アジアの角を持った顔」の意味）は前期白亜紀から後期白亜紀に現在の中央アジアに生息した草食の角竜類恐竜の属の一つである。最初の化石がウズベキスタンで発見されている他、中国、モンゴルからもこの属のものとされる化石が発見されている。

## 発見と命名
タイプ種Asiaceratops salsopaludalisは1989年にLev Nesov、L.F. KaznyshkinaおよびGennadiy Olegovich Cherepanovにより記載された。属名は発見地のアジアと「角のある顔」を意味する~ceratopsの組み合わせである。種小名はラテン語で「塩沼の」意味である。同じ論文の中でMicroceratops sulcidens Bohlin 1953がアジアケラトプスの第2の種としてAsiaceratops sulcidens と改名されている。
A. salsopaludalis のホロタイプCCMGE 9/12457はウズベキスタンにあるフドツァクル累層（en）のセノマン期前期、約9900万年前の地層から発見された。この標本は上顎骨の一部分で構成される。1989年には歯と指骨を含む別の断片的な化石がこの種のものとされている。1995年にはNesovがウズベキスタンの3箇所から発見された異なる成長段階の個体の頭骨や上腕骨の一部の化石をこの種のもとしている。
アジアケラトプスのホロタイプは断片的であるため、この属はしばしば疑問名とみなされる。。

## 分類
アジアケラトプスは角竜類（Ceratopsia　古代ギリシャ語で「角のある顔」の意味）に属している。このグループは約6500万年前に終了した白亜紀に北アメリカやアジアで繁栄したオウムのようなくちばしをもつ草食恐竜のグループである。全ての角竜類が白亜紀末には絶滅している。
1995年にNesovはアジアケラトプスを独自の亜科であるアジアケラトプス亜科（Asiaceratopsinae ）に分類した 近年の系統解析では疑問名の状態ながらも、レプトケラトプス科（Leptoceratopsidae）の基底的に位置づけられている。

## 食性
アジアケラトプスは他の角竜類と同様に草食であったと推定される。白亜紀には被子植物の生息はまだ地理的に限定されており、これらの恐竜は当時支配的であったシダ類やソテツや針葉樹などを食べていたと推定される。角竜類の鋭いくちばしはこれらの葉を食いちぎるのに使用されたのであると考えられる。

## 参照
1. ↑  L.A. Nessov, L F. Kaznyshkina, and G.O. Cherepanov. 1989. [Mesozoic ceratopsian dinosaurs and crocodiles of central Asia]. In: Bogdanova and Khozatskii (eds.), Theoretical and Applied Aspects of Modern Palaeontology pp 144-154
2. 1 2  L.A. Nessov, 1995, Dinozavri severnoi Yevrazii: Novye dannye o sostave kompleksov, ekologii i paleobiogeografii, Institute for Scientific Research on the Earth's Crust, St. Petersburg State University, St. Petersburg 156 pp
3. ↑  H. You and P. Dodson. 2004. "Basal Ceratopsia". In: D.B. Weishampel, H. Osmolska, and P. Dodson (eds.), The Dinosauria (2nd edition). University of California Press, Berkeley, pp 478-493
4. ↑  M.J. Ryan, D.C. Evans, P.J. Currie, C.M. Brown, and D. Brinkman, 2012, "New leptoceratopsids from the Upper Cretaceous of Alberta, Canada", Cretaceous Research 35(1): 69-80